# アポロ司令・機械船
アポロ司令船・機械船（アポロしれいせん・きかいせん、Command/Service Module）は、アメリカ合衆国のアポロ計画で使用するために開発された宇宙船である。ノース・アメリカン社製作。この司令船・機械船と月着陸船（LM）を合わせたものを総称して「アポロ宇宙船」と言うことが多い。なおService Moduleの訳語としては機械船のほか支援船が使われる場合もある。
アポロ計画の終了後、司令船・機械船はスカイラブ（Skylab）計画で都合三回、合計9人の宇宙飛行士を宇宙ステーションスカイラブに送り迎えするために使用され、アポロ・ソユーズテスト計画ではソビエト連邦（当時）のソユーズ宇宙船とのランデブーとドッキングを行なった。
司令船・機械船は、その名が示すとおり二つの部分から構成されている。司令船は飛行士が滞在し、宇宙船を操縦し地球に帰還させるために必要なすべての制御装置が搭載されている。機械船は推進用の大きなロケットエンジン1基と姿勢制御用の小ロケットエンジン16基およびその燃料、さらに宇宙滞在中に必要な酸素、水、バッテリーなどの消耗品などを搭載している。最終的に地球に帰還するのは司令船のみで、機械船は大気圏再突入時の高温・高圧力で大気圏内で破壊され、消滅する。
なお、司令船は1967年1月27日に訓練中の3名の飛行士を犠牲にする火災事故を発生させたため、大幅な改良が加えられた。そのためこれ以前のモデルをブロックI、以降のモデルをブロックII と呼んで区別している。

## 司令船
司令船は直径3.9m、高さ3.2mの円錐形で、前方（頂上）部には二基の姿勢制御用小型ロケット、月着陸船とのドッキング装置および乗り換え用のトンネル、地球帰還時に使用するパラシュートなどが搭載されている。後方（底辺）部には十基の姿勢制御用小型ロケットとその燃料タンク、水タンク、機械船との集合接続ケーブルなどがある。外壁は主にアルミニウムのハニカム構造によって構成されている。底面には4層のハニカムパネルを貼り合わせた耐熱シールドとなっており、大気圏再突入時にはこのシールドが徐々に融解することによって熱を逃がし、船体が熱破壊されることを防いでいる。

### 地球への帰還方法
司令船の重心は中心軸よりもわずかにずれているため、大気圏再突入時には空力により船体をわずかに上昇させようという力が働く。小型反動エンジンを噴射して船体の角度を変えることにより、空力を調整して飛行をコントロールし、着水地点を数マイルの精度で調整することが可能である。
機体にはパラシュートが8基搭載されている。まず高度7300mで2基の減速用パラシュートを展開し、速度を201km/hまで落とす。続いて高度3300mで減速用パラシュートが投棄され、3基のドローグシュートがそれぞれメインパラシュートを引き出し、最終的に35km/hまで減速する。パラシュートは仮に3基のうち1基が展開しなくても着水は可能である（アポロ15号では、実際にそのような事態が起こった）。

### 姿勢制御装置
司令船には推力414Nの姿勢制御用小型ロケットが12基搭載されている。燃料モノメチルヒドラジン、酸化剤は四酸化二窒素で、燃料と酸化剤の総重量は122kgである。
制御に使われたコンピュータについてはアポロ誘導コンピュータを参照。コンピュータは指令船と月着陸船に1台ずつ搭載された。

### 出入口
出入口は二箇所あり、一つは中央操縦席上部にある縦737mm、横864mm、重さ102kgの乗り込み用ハッチである。もう一箇所は機首部分にある直径760mm、重さ36kgのドッキング用ハッチで、月着陸船への移乗時に使用される。

### 船内

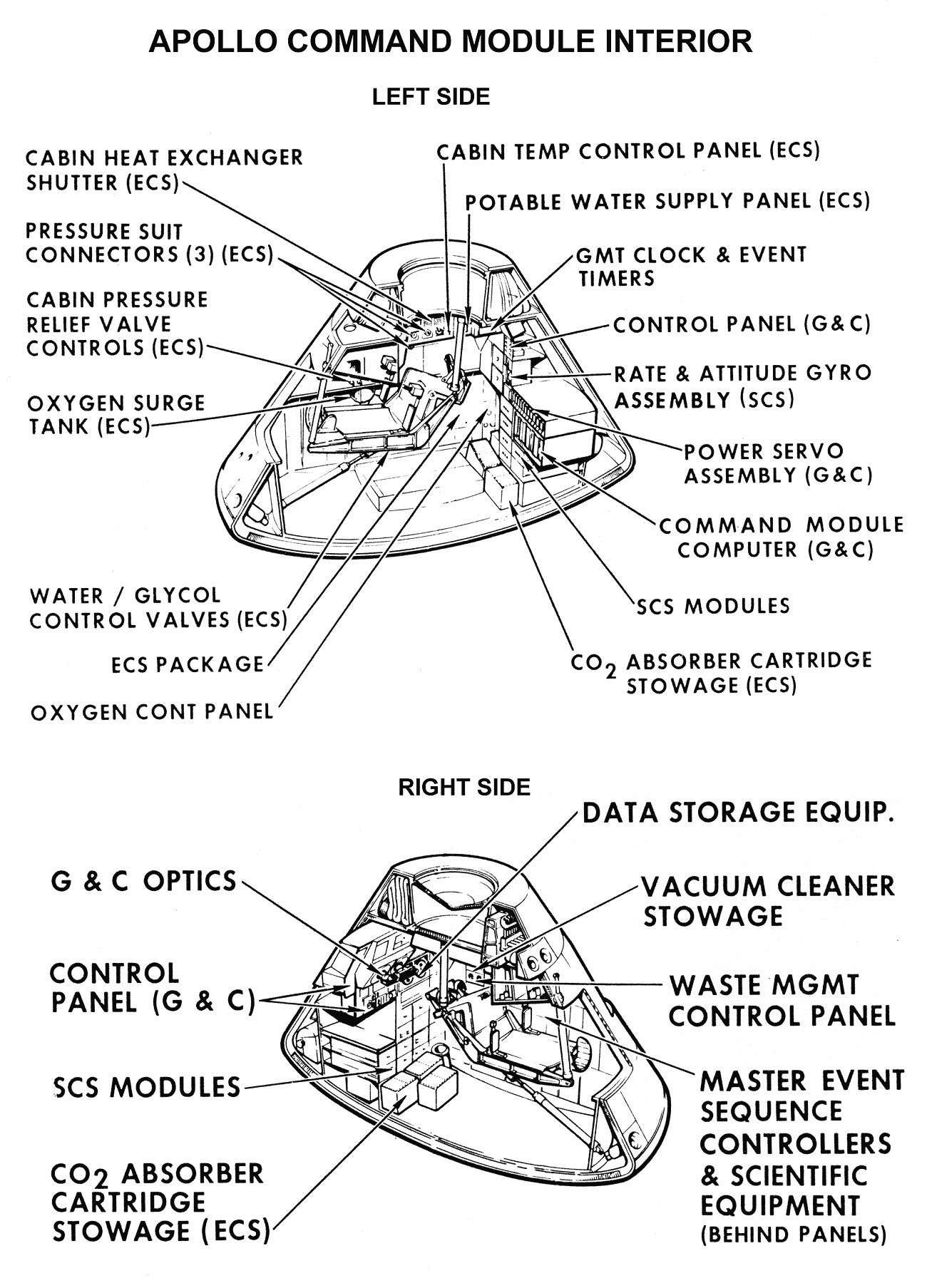
アポロ司令船の居住空間

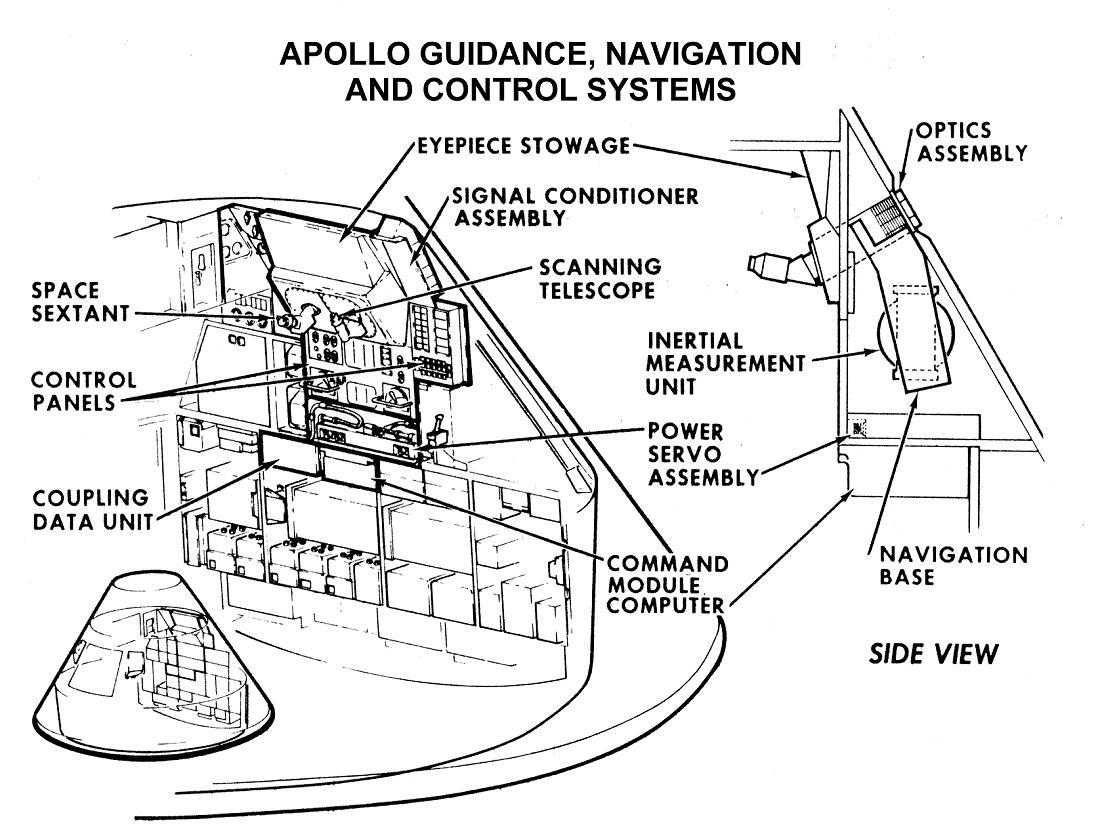
アポロ司令船の操縦系統

居住空間は容積が5.9m³で、計器板、操縦席、航法装置、食料や雑用品のロッカー、廃棄物の貯蔵庫、ドッキングトンネルなどから構成されている。
操縦席前方を占めているのは幅2.1m、高さ0.9mの計器板であり、飛行士に対応して三つの部分より構成されている。
速度や姿勢を表示する計器や主要な飛行制御装置は左側の機長席にある。
中央の司令船操縦士の座席には、航法ガイダンスの制御装置、各種警告表示、時計、船内の環境制御装置、機械船のメインエンジンおよび姿勢制御ロケットの操縦装置がある。
右側の月着陸船操縦士の座席には、燃料電池、電力、通信機器の表示や制御装置がある。
主計器板の左右にはさらに小さい計器板が配置されており、左側はサーキット・ブレーカーや通信機器の制御装置、右側は予備のサーキット・ブレーカーと通信機器の制御装置になっている。
計器板には全部で24基の制御装置と、566個のスイッチ、40個のメーター、71個のライトがある。
座席は鉄のパイプに耐火性の布を張って作られており、折りたたみが可能である。操縦装置は中央の座席のみに配置され、左右の機長席および月着陸船操縦士席には、機体の回転を制御する装置のみが配置されている。座席には8個の緩衝装置が設置されており、着水時の衝撃に耐えられるようになっている。
船内は六つの区画に分かれており、
- 下部中央は航法制御用望遠鏡、各種ビーコン、ジャイロ装置、司令船コンピューター、薬箱、Sバンド送信機など
- 前部左側は食料の保管庫、船内の熱交換器、宇宙服のコネクター、飲料水供給装置
- 前部右側はサバイバル・キットや各種書類の保管場所
- 左側中央は酸素タンク、船内の気圧調整バルブ、宇宙服の保管庫
- 右側中央は修理道具や廃棄物の保管庫
- 後部（座席後方）は70mmおよび16mmカメラ、飛行士の衣服、消火器などの保管庫

になっている。
窓は五箇所ある。左右座席横には330mm四方の観測用窓、前方には幅330mm・高さ204mmのランデブー・ドッキング用窓、中央座席上方のハッチには直径229mmの窓がそれぞれ配置されている。これらの窓は、3枚のシリカガラスの多層構造になっており、紫外線なども防御する。
月着陸船ともども船内にトイレはなく、ジェミニ宇宙船同様に小便は吸引器を使ってタンクに貯める方式（タンクに一定量が貯まると宇宙空間に放出される）、大便は専用のプラスチックバッグに排便して倉庫に保管する方式が取られた。ただアポロ10号では大便のバッグの口が密封されていなかったため、飛行中に船内に大便が飛び交う事態になったことがある。

### 仕様
- 乗員：3名
- 船内容積：6.17m³
- 全高：3.47m
- 直径：3.90m
- 総重量：5,806kg

## 機械船

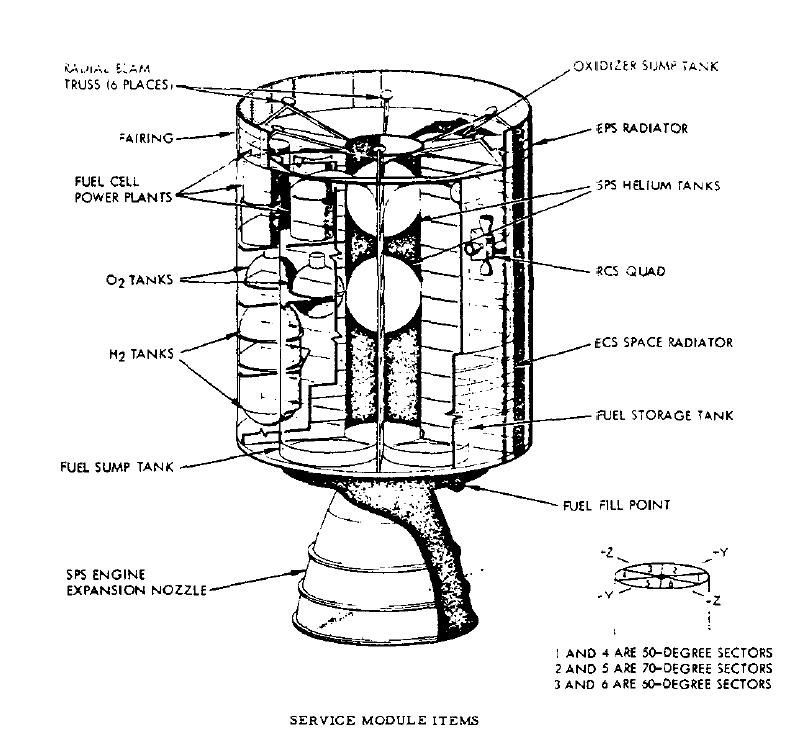
機械船の内部と部品

機械船は与圧されていない直径3.9m、高さ7.5mの円筒形の構造物である。内部は中央部とそれを放射状に取り巻く6つの外郭部によって構成されており、推進用ロケット・姿勢制御ロケットおよびその燃料、酸素、燃料電池、通信用のSバンドアンテナなどが配置されている。アポロ15号、アポロ16号、アポロ17号では、科学探査機器なども搭載された。
前部覆い（forward fairing）は高さが864mmで、機械船コンピューター、司令船との結合装置などが配置されている。結合装置はステンレス製で、司令船に分配するすべての電力や酸素・水などのホースやコード類はここに集中しており、切り離しの際には爆発ボルトが使用される。
主エンジンは高さ3.882m、直径2.501mで、燃料にはエアロジン-50、酸化剤には四酸化二窒素を使用する。推力は91.2kNで、月周回軌道への投入および離脱、途中での軌道修正などを行なう。 姿勢制御用ロケットは一基が推力445Nで、四基ずつ集合したものがそれぞれ90度の角度をおいて外周に配置され、宇宙船の姿勢制御や速度の微調整などを行なう。こちらの燃料はモノメチルヒドラジン、酸化剤は四酸化二窒素である。
機械船は6つの区画に分かれている。それぞれの内訳は、
- 第一区画は、主に機械船の重心を調整するためのバラストとして使用される。アポロ15～17号では、ここにパノラマカメラ、ガンマ線検出器、高度計などの探査機器が搭載された。フィルムは、飛行士の船外活動によって回収された。
- 第二区画には、高さ3.9m、幅1.3m、重さ6,315kgのロケットエンジンの酸化剤タンクが配置されている。
- 第三区画には、高さ3.294m、幅1.14m、重さ5,118kgの酸化剤タンクが配置されている。
- 第四区画には、燃料電池が配置されている。酸素タンクには290kgの液体酸素が貯蔵され、飛行士の呼吸用の酸素もここから供給される。水素タンクには25kgの液体水素が貯蔵されている。
- 第五区画には、ロケットエンジンの補助燃料タンクが配置されている。燃料の総量は3,950kgである。
- 第六区画には、ロケットエンジンの主燃料タンクが配置されている。燃料の総量は3,201kgである。

後部隔壁には、Sバンドの高利得アンテナが配置されている。アンテナは直径787mmのパラボラアンテナが4基と279mm四方の方形アンテナが1基で、遠距離での通信用に使用される。また機械船外壁には前方を照射するライトが設置されており、飛行士が船外活動をする際に足下を照らしたり、ランデブーの際に宇宙船の位置を示すために使用される。ライトは100km離れた場所からも視認できる。
機械船は大気圏再突入の直前まで司令船に結合されている。切り離しの際は、機械船の姿勢制御用ロケットが自動的に噴射して司令船から離れ、司令船よりも先に大気圏に再突入する。

### 仕様
- 全高：7.56m
- 直径3.90m
- 総重量：24,523kg
- 構造物重量：1,910kg
- 電子機器重量：1,200kg
- 主エンジン重量：3,000kg
- 主エンジン燃料総重量：18,413kg
- 噴射ガス速度：3,100m/s

## 司令・機械船一覧
| ブロックI              | ブロックI                                                                  | ブロックI                                                                  | ブロックI | ブロックI |
| シリアル ナンバー      | 使用目的                                                                   | 発射日                                                                     | 現在の状態 | 写真      |
| ---------------------- | -------------------------------------------------------------------------- | -------------------------------------------------------------------------- | --- | --------- |
| CSM-001                | 機器適合試験に使用                                                         | 機器適合試験に使用                                                         | 破棄 |           |
| CSM-002                | アポロA-004で使用                                                          | 1966年 1月20日                                                             | 司令船はニューヨーク州ロングアイランドの博物館(Cradle of Aviation Museum)に展示中                                                                          |           |
| CSM-004                | 構造試験に使用                                                             | 構造試験に使用                                                             | 破棄 |           |
| CSM-006                | タンブリング破片除去システムのデモンストレーションに使用                   | タンブリング破片除去システムのデモンストレーションに使用                   | 司令船は破棄、機械船はSM-010としてアラバマ州ハンツビルの宇宙ロケットセンターに展示中                                                                       |           |
| CSM-007                | 振動・落下等の各種試験に使用                                               | 振動・落下等の各種試験に使用                                               | 司令船はワシントン州シアトルの博物館(Museum of Flight)に展示中                                                                                             |           |
| CSM-008                | 真空状態での試験に使用                                                     | 真空状態での試験に使用                                                     | 破棄 |           |
| CSM-009                | アポロAS-201で使用                                                         | 1966年 2月26日                                                             | 司令船はネブラスカ州アッシュランドの戦略航空宇宙博物館に展示中                                                                                             |           |
| CSM-010                | 温度試験に使用した後、CM-004A / BP-27として動力試験に使用 機械船は完成せず | 温度試験に使用した後、CM-004A / BP-27として動力試験に使用 機械船は完成せず | アラバマ州ハンツビルの宇宙ロケットセンターに展示中 |           |
| CSM-011                | アポロAS-202で使用                                                         | 1966年 8月25日                                                             | 司令船はカリフォルニア州アラメダの博物館(USS Hornet museum)に展示中                                                                                        |           |
| CSM-012                | アポロ1号。地上での訓練中に火災が発生し飛行士3名が死亡                     | アポロ1号。地上での訓練中に火災が発生し飛行士3名が死亡                     | 司令船はバージニア州ハンプトンラングレー研究所に保管され(一般公開はしてない)、 ドアハッチのみがケネディー宇宙センターにて展示されている 機械船は破棄された |           |
| CSM-014                | 司令船は分解され部品の一部がアポロ1号に、機械船はアポロ6号に使用される     | 1968年 4月4日                                                              | 分解 |           |
| CSM-017                | アポロ4号                                                                  | 1967年 11月9日                                                             | 司令船はミシシッピ州ベイセントルイスのジョン・C・ステニス宇宙センターに展示中                                                                              |           |
| CSM-020                | 機械船は爆発事故で破損し、司令船はアポロ6号で使用される                    | 1968年 4月4日                                                              | 司令船はジョージア州アトランタの博物館(Fernbank Science Center)に展示中                                                                                    |           |
| ブロックII             |                                                                            |                                                                            | |           |
| シリアル ナンバー      | 使用目的                                                                   | 発射日                                                                     | 現在の状態 | 写真      |
| CSM-098                | 真空状態での試験に使用                                                     | 真空状態での試験に使用                                                     | ロシア連邦モスクワ市の博物館(Academy of Science Museum)に展示中                                                                                            |           |
| CSM-099                | 構造試験に使用                                                             | 構造試験に使用                                                             | 破棄 |           |
| CSM-100                | 構造試験に使用                                                             | 構造試験に使用                                                             | 不明 |           |
| CSM-101                | アポロ7号                                                                  | 1968年 10月11日                                                            | 司令船はテキサス州ダラスの博物館(Frontiers of Flight Museum)に展示中                                                                                       |           |
| CSM-102                | ケープ・カナベラル34番発射台試験に使用                                     | ケープ・カナベラル34番発射台試験に使用                                     | 機械船はテキサス州ヒューストンのジョンソン宇宙センターのロケット公園でリトル・ジョーII とともに展示中 (司令船は破棄され、代わりにBP22が展示されている)     |           |
| CSM-103                | アポロ8号                                                                  | 1968年 12月21日                                                            | 司令船はイリノイ州シカゴのシカゴ科学産業博物館に展示中 |           |
| CSM-104 Gumdrop        | アポロ9号                                                                  | 1969年 3月3日                                                              | 司令船は南カリフォルニア州サンディエゴのサンディエゴ航空宇宙博物館に展示中                                                                                 |           |
| CSM-105                | 振動試験に使用                                                             | 振動試験に使用                                                             | 司令船はワシントンD.C.のスミソニアン航空宇宙博物館でソユーズ宇宙船とともに展示中                                                                           |           |
| CSM-106 Charlie Brown  | アポロ10号                                                                 | 1969年 5月18日                                                             | 司令船はロンドンのサイエンス・ミュージアムに展示中 |           |
| CSM-107 Columbia       | アポロ11号                                                                 | 1969年 7月16日                                                             | 司令船はワシントンD.C.のスミソニアン航空宇宙博物館に展示中                                                                                                 |           |
| CSM-108 Yankee Clipper | アポロ12号                                                                 | 1969年 11月14日                                                            | 司令船はバージニア州ハンプトンの博物館(Virginia Air & Space Center)に展示中                                                                                |           |
| CSM-109 Odyssey        | アポロ13号                                                                 | 1970年 4月11日                                                             | 司令船はカンザス州ハッチソンの博物館(Cosmosphere)に展示中                                                                                                  |           |
| CSM-110 Kitty Hawk     | アポロ14号                                                                 | 1971年 1月31日                                                             | 司令船はフロリダ州のケネディ宇宙センターに展示中 |           |
| CSM-111                | アポロ・ソユーズテスト計画                                                 | 1975年 7月15日                                                             | 司令船はカリフォルニア州ロサンゼルスの博物館(California Science Center)に展示中                                                                            |           |
| CSM-112 Endeavour      | アポロ15号                                                                 | 1971年 7月26日                                                             | 司令船はオハイオ州デイトンの国立アメリカ空軍博物館に展示中                                                                                                 |           |
| CSM-113 Casper         | アポロ16号                                                                 | 1972年 4月16日                                                             | 司令船はアラバマ州ハンツビルの宇宙ロケットセンターに展示中                                                                                                 |           |
| CSM-114 America        | アポロ17号                                                                 | 1972年 12月7日                                                             | 司令船はテキサス州ヒューストンのスペースセンター・ヒューストンに展示中                                                                                     |           |
| CSM-115                | アポロ19号がキャンセルされた為、飛行せず                                   | アポロ19号がキャンセルされた為、飛行せず                                   | 未完成品 |           |
| CSM-115a               | アポロ20号がキャンセルされた為、飛行せず                                   | アポロ20号がキャンセルされた為、飛行せず                                   | 未完成品。部品の一部はテキサス州ヒューストンのジョンソン宇宙センターにサターンV 型ロケットとともに展示中                                                   |           |
| CSM-116                | スカイラブ2号                                                              | 1973年 5月25日                                                             | 司令船はフロリダ州ペンサコーラの国立海軍航空博物館に展示中                                                                                                 |           |
| CSM-117                | スカイラブ3号                                                              | 1973年 7月28日                                                             | 司令船はオハイオ州クリーブランドのグレン研究センターに展示中                                                                                               |           |
| CSM-118                | スカイラブ4号                                                              | 1973年 11月16日                                                            | 司令船はワシントンD.C.のスミソニアン航空宇宙博物館に展示中                                                                                                 |           |
| CSM-119                | スカイラブレスキュー用                                                     | スカイラブレスキュー用                                                     | ケネディ宇宙センターに展示中 |           |